# ディレンミ
ディレンミ（Dilemmi）は、エリトリア・セメナウィ・ケイバハリ地方南部の村でゲレーロ地区に属する。ブリ半島北端に存在する。Delemmeとも綴られる。北緯15度29分、東経39度53分。標高0m。